# Банде-Эмир (плотина)
Банде-Эмир (перс. بند امیر‎ — «плотина эмира»), также «Азудова плотина» (بند عضدی — «плотина Азуда», плотина Амира (Азуд ад-Дауле аль-Бувейхи или Амир аль-Амрайи)) — плотина на реке Кур, которая впадает в бессточное озеро Бехтеган (Нейриз), в юго-восточной оконечности долины Мервдешт в остане Фарс, примерно в 15 км к югу от города Мервдешт, в 20 км к северо-востоку от Шираза в Иране, в 10 км восточнее Зеркана, в 5 км восточнее дороги Шираз — Мервдешт, проходящей по ущелью Аллах-Акбар или Тенг-и-Коран. Получила своё название от буидского эмира, правителя дейлемитов Азуд ад-Доуле, который правил в Фарсе в 338—372 г. х. (949—983), и которому приписывают строительство плотины в 356 г. х. (975 году) для обеспечения водой района Верхний Корбаль (Курбаль), который считался одним из самых плодородных в Фарсе.

## История
Согласно отчетам X века, этот регион изначально представлял собой пустынную безводную равнину. «Азудова плотина» высоко подняла воды Кура, образовав обширное искусственное водохранилище.  По берегам его поставили 10 больших водяных колёс, которые поднимали воду на более высокий уровень в канал и таким образом орошали триста деревень в этом районе. Благодаря плотине Банде-Эмир орошалась значительная часть долины Мервдешт. Около каждого колеса была построена водяная мельница.
Фундамент плотины выполнен из каменных блоков, закреплённых между собой строительным раствором с цементом. Плотина выполнена из каменной кладки с креплениями из свинца. Верхняя часть плотины служила мостом, поддерживаемым тринадцатью остроконечными арками и имеющими размеры 100 м в длину и 5 м в ширину. В современных описаниях Мукаддаси это сооружение было названо «одним из чудес Фарса». Ибн аль-Балхи считал, что плотина настолько хорошо построена, что «даже железный инструмент не мог поцарапать её, и она никогда не прорвётся». Мостоуфи в 1340 году сообщал, что это более мощная плотина, чем плотина Банд-э Кайсар сасанидского царя Шапура II в Шуштере. Похоже, она оставалась в хорошем состоянии до XVII века, когда её описали французские и английские путешественники. И все же Клавдий Рич нашел её в разрушенном состоянии.
Один из самых больших исторических памятников в Иране. Десять каменных мельниц максимально использовали силу воды, остатки этих мельниц можно увидеть вокруг моста и в наше время. Согласно историческим текстам и писаниям, оставленным ибн Балхи и Мукаддаси, плотина превратила сухую и неплодородную землю в пойменные земли. Похоже, что мост и плотина были построены во время правления Аз-Дауле Дайлами, одного из царей Аль-Бувейха, и по этой причине сооружение также известно как Дамба Азди или плотина Амира. Сооружение много раз перестраивалось и реставрировалось, но и теперь оно сохранило свою эффективность в качестве плотины и моста через реку Кур. В частично восстановленном виде плотина сохранилась и используется для орошения до сих пор.
Строительство исторического моста-дамбы длиной 75 метров и высотой девять метров некоторые историки приписывают эпохе Сасанидов, некоторые исторические тексты утверждают, что начало строительства относится к периоду Бувайхидов. Ширина дамбы была такой, что два всадника, скачущие рядом, могли пересекать мост. Плотина контролировала течение бурной реки, обеспечивала работу мельниц и служила транспортной дорогой, соединявшей две стороны ущелья. По обеим сторонам плотины, по левому и правому берегу реки, было построено два отводных канала, которые могли перебрасывать воду из реки Кур. Для решения проблемы переливов вдоль плотины и окрестных сел были установлены водосбросы. В мостово-плотинном комплексе также были созданы 13 проёмов с мультипликативными арками. Ибн Балхи, написавший книгу через несколько лет после постройки Амирского моста, упоминает плотину Азди и описывает, что районы возле Кербелы были до постройки плотины пустыней без воды и растительности.
В древности воды реки Кур широко использовались для орошения значительной части территории северного Фарса. Помимо мелких ирригационных сооружений, на реке были возведены две большие плотины. Вторая из них — в Рамджерде (выше Пулье-Хан), приблизительно в 12 км выше плотины Банде-Эмир была построена, как полагают, ещё при Ахеменидах и затем неоднократно восстанавливалась. Сейчас эта плотина разрушена и земли, ранее ею орошаемые, находятся в запустении. Полагают, что в древности использовалась для орошения полностью вся вода реки Кур. В настоящее время значительная часть её вод стекает в озеро Бехтеган (Нейриз).
Деревня Банде-Эмир существует на западной стороне плотины, по крайней мере, с начала XIX века. Ряд курганов в непосредственной близости покрывает остатки средневековой деревни и, возможно, доисламских построек. Банде-Эмир фигурирует в ориентальной повести Томаса Мура «Лалла-Рук» (1817):
There’s a bower of roses, by Bendemeer’s stream,

And the nightingale sings ‘round it all the day long.
В 1949 году плотина объявлена национальным памятником. В 1980-х годах рядом построен новый мост через реку Кур.